# Da domani mi alzo tardi
Da domani mi alzo tardi è un romanzo del 2007 scritto da Anna Pavignano ed edito da E/O edizioni.
Negli ultimi anni l'autrice ha letto diversi brani del romanzo in teatri e centri culturali italiani, specialmente in eventi in onore del suo ex compagno e protagonista del suo romanzo, Massimo Troisi.

## Trama
Il romanzo, liberamente ispirato alla vicenda autobiografica dell'autrice, racconta, tramite reali flashback ed un fittizio presente -in cui Troisi viene descritto ancora in vita- la lunga ed appassionata storia d'amore e di amicizia, nonché di sodalizio artistico, tra Anna stessa ed il celeberrimo attore e regista napoletano Massimo Troisi, che si immagina non essere deceduto nel 1994 ma semplicemente avere scelto di abbandonare le scene, salvo tornare un po' spaesato dopo molti anni per ritrovare Anna e l'amico e collega Gaetano Daniele. 
Tramite gli evocativi racconti di Anna, dolci, pungenti e sinceri allo stesso tempo, atti a ripercorrere il passato dei due, Massimo ritrova un senso nel suo presente e riscopre il sentimento d'amore che l'aveva legato all'arte ed alla compagna molti anni prima, che è sempre rimasto vivo, insieme a lui...